# Галінська Юлія Миколаївна
Юлія Миколаївна Галінська (нар. 27 жовтня 1988) — українська дзюдоїстка, Майстер спорту України міжнародного класу. Бронзова призерка Паралімпійських ігор 2012 року у Лондоні. Переможниця командного чемпіонату світу 2019 року. Чемпіонка світу у командних змаганнях 2015 року. Чемпіонка Європи у 2011, 2013, 2017 роках. Бронзова призерка чемпіонату Європи у командних змаганнях 2017 року. Учасниця чемпіонатів Європи (5 місця) у 2015, 2019 роках. Переможниця Кубків світу у 2016, 2017, 2018 роках. Призерка Кубків світу у 2014, 2015, 2018, 2021 роках.

Займається у відділенні дзюдо Рівненського регіонального центру «Інваспорт».

## Життєпис
Українська дзюдоїстка з порушенням зору Юлія Галінська принесла збірній третю медаль на Паралімпіаді-2016 в Ріо-де-Жанейро. Галінська виборола бронзову нагороду у ваговій категорії до 48-ми кілограмів.
У чвертьфіналі змагань Юлія здолала бразилійку Карлу Феррейру Кардосо, а в півфіналі поступилася німкені Кармен Бруссіг. У поєдинку за бронзову медаль Галінська перемогла японку Шизуку Хангай.

Чемпіонка ділиться згадками про те як вперше прийшла в зал:
- Мене привела мама. Вона сама у паралімпійському спорті, займається пауерліфтингом. Так-от, в мене в команді є Саша Помінов, вони з мамою були знайомі, він і порадив їй привести мене сюди. А я ж така неслухняна тоді була, мама ледве вмовила прийти і хоча б подивитися. У мене до цього був досвід, я займалася карате, та й іншими бойовими видами спорту потрохи. От прийшла я, подивилася, сподобалось і почала займатися.
Плани Юлії на майбутнє:
– На даний момент я ще планую тренуватися, і, якщо все буде добре, візьму ліцензію на наступну Паралімпіаду. Є таке в планах, але, як я вже казала, наперед не загадую, тому що ніхто не знає, як воно буде. Найголовніше — здоров'я. А все інше вже як буде, так і буде. Поки таких безумних планів немає. Я живу сьогоднішнім днем і стараюсь не планувати наперед. Адже, як я помітила, завжди коли плануєш — нічого не виходить. Головне — працювати.

## Освіта
Навчалась у Рівненському Державному Педагогічному університеті на історико-соціологічному факультеті.
Отримує другу вищу освіту у Міжнародному економіко-гуманітарному університеті імені академіка Степана Дем'янчука за спеціальністю "фізична реабілітація".

## Державні нагороди
- Орден княгині Ольги II ст. (4 жовтня 2016) — За досягнення високих спортивних результатів на XV літніх Паралімпійських іграх 2016 року в місті Ріо-де-Жанейро (Федеративна Республіка Бразилія), виявлені мужність, самовідданість та волю до перемоги, утвердження міжнародного авторитету України[4]

Орден княгині Ольги III ст. (17 вересня 2012) — за досягнення високих спортивних результатів на XIV літніх Паралімпійських іграх у Лондоні, виявлені мужність, самовідданість та волю до перемоги, піднесення міжнародного авторитету України